# William Longchamp
William Longchamp ou Guillaume Longchamp († 1197), parfois connu comme Guillaume de Longchamp ou Guillaume de Longchamps, était un Lord Chancelier, grand justicier et évêque d'Ely. Issu d'une humble famille normande, il a dû son avancement à la faveur royale. Bien que des auteurs contemporains eussent accusé le père de Longchamp d'être le fils d'un paysan, celui-ci détenait une terre en tant que chevalier. Longchamp commença par être au service d'un fils illégitime du roi Henri II, mais il passa rapidement au service de Richard Ier, le fils aîné survivant d'Henri II. Quand Richard devint roi en 1189, Longchamp paya 3000 livres pour obtenir l'office de Chancelier, et il fut bientôt nommé au diocèse d'Ely et choisi comme légat par le pape.
Longchamp gouverna l'Angleterre pendant que Richard était à la troisième croisade, mais il vit son autorité discutée par le frère de Richard, Jean Sans Terre, qui finalement parvint à exclure Longchamp du pouvoir et même d'Angleterre. Les relations de Longchamp avec les autres importants nobles anglais étaient aussi tendues, ce qui contribua à son exil forcé. Peu après que Longchamp eut quitté l'Angleterre, Richard fut capturé au cours de son voyage de retour au pays après la croisade et il fut tenu prisonnier pour une rançon par Henri VI, l'empereur germanique. Longchamp partit en Allemagne pour les négociations en vue de libérer Richard. Bien que William Longchamp ait regagné son poste de Chancelier après le retour de Richard en Angleterre, il avait perdu beaucoup de sa puissance antérieure. Il suscita une grande hostilité parmi ses contemporains dans le temps de sa carrière, mais il conserva la confiance du roi Richard et resta à son service jusqu'à sa mort, en 1197. Longchamp écrivit un traité sur la loi, qui fut bien connu pendant tout le Moyen Âge.

## Origines et années de jeunesse
Les ancêtres de Longchamp étaient originaires du village de Longchamps, en Normandie. Son père, Hugues de Longchamp, tenait aussi une terre en Angleterre, comme beaucoup d'autres nobles normands après la conquête normande de 1066. Hugues Nonant – l'un des adversaires de Longchamp – déclara que le père de Longchamp était le fils d'un paysan, ce qui paraît peu probable, puisque Hugues de Longchamp semble avoir eu un fief en Normandie. La famille était d'une humble origine, mais elle s'éleva au service du roi Henri II. Le père de William de Longchamp avait aussi une terre dans le Herefordshire en Angleterre, incluant le manoir Wilton, près de Ross au Pays de Galles. Hugues avait épousé une femme prénommée Eve, une parente de la famille de Lacy. L'historien David Balfour avance l'hypothèse qu'elle était la fille de Gilbert de Lacy, le fils de Roger de Lacy, exilé par le roi Guillaume le Roux en 1095 pour rébellion.
Une sœur de Longchamp, Richeut, épousa Matthew de Clere, gouverneur des Cinq-Ports (Constable of Dover Castle). Une deuxième sœur, Melisend, vint en Angleterre avec William, mais on ne sait rien de plus à son sujet. Le mariage d'une sœur de William de Longchamp avec Stephen Devereux a été enregistré, mais on ne sait pas s'il s'agit vraiment de Melisend. Au sujet des frères de Longchamp : Osbert de Longchamp fut un laïc et dut la plus grande partie de son avancement à William ; Stephen servit le roi Richard Ier pendant la croisade ; Henry, lui aussi laïc, devint shérif avec Osbert ; enfin Robert se fit moine. Deux des frères de William de Longchamp devinrent abbés.
Longchamp entra dans la vie publique vers la fin du règne d'Henri II, en tant qu'officier du fils illégitime du roi, Geoffrey, archevêque d'York. Il quitta bientôt le service de Geoffrey, et entra à la chancellerie d'Henri (un service d'écriture), avant d'entrer au service de Richard, le fils du roi. Richard, qui était alors duc d'Aquitaine, nomma Longchamp chancelier du duché d'Aquitaine. Une fois, Longchamp se fit remarquer à la cour du roi Philippe Auguste à Paris en 1189, lorsqu'il a agi en tant qu'envoyé de Richard puis, par ailleurs, dans une querelle avec Guillaume le Maréchal, l'envoyé du roi Henri. À cette époque, Longchamp était déjà l'un des proches conseillers de Richard.

## Chancelier et justicier
Après l'accession au trône de Richard, en 1189, Longchamp devint chancelier d'Angleterre. Longchamp paya 3000 livres sterling pour cet office. Ce fut suivi par une augmentation du prix des documents qui devaient être revêtus du sceau royal, nécessaire pour leur authentification, peut-être pour permettre à Longchamp de récupérer la somme qu'il avait déboursée pour l'achat de cet office. Au conseil qui fut tenu à Pipewell, le 15 septembre 1189, le roi éleva William de Longchamp à l'évêché d'Ely. Richard nomma trois autres évêques à cette occasion : Godfrey de Lucy à Winchester, Richard FitzNeal à Londres, et Hubert Walter à Salisbury. Longchamp fut sacré le 31 décembre 1189 et il prit ses fonctions à Ely le 6 janvier 1190 par Baudouin de Forde.
Avant de quitter l'Angleterre en 1189, Richard laissa la tour de Londres entre les mains de Longchamp et lui confia, pour assister Aliénor d'Aquitaine, à qui il a remis tous ses pouvoirs en tant que régente – conjointement à Hugues du Puiset, évêque de Durham – le poste de grand justicier, qui, à cette époque, n'était pas stricto sensu un poste judiciaire. En réalité, le justicier était la personne à qui le roi confiait la plus grande part de son autorité en son absence hors du royaume ; il était habilité à agir au nom du roi. Avec Hugues du Puiset, le roi nomma aussi Hugh Bardulf, William Brewer, Geoffrey fitz Peter, et Guillaume le Maréchal en tant qu'associés dans l'exercice de la justice, sous la direction de Puiset et Longchamp. Comme justicier, Longchamp envoya des juges à travers le pays pour faire des visites judiciaires dans les comtés, bien qu'il n'ait jamais eu aucune connaissance du domaine judiciaire auparavant. Longchamp et Puiset n'étaient pas capables de travailler ensemble et, en mars 1190, Richard donna l'autorité sur la zone au Nord de la rivière Humber à Hugues, et l'autorité sur la zone Sud à Longchamp. L'opinion des historiens est divisée sur le fait de savoir si Richard fit de Longchamp le supérieur de Puiset à ce moment-là, ou bien si en théorie les deux hommes étaient supposés être égaux dans leurs sphères respectives,,. En juin, Longchamp avait, sans violence, dépossédé Puiset de son pouvoir au poste de justicier. Il a reçu aussi une commission en tant que légat du pape Clément III à cette époque. Richard pourrait avoir payé 1500 marks (environ 1000 livres sterling) à la papauté pour assurer à Longchamp le poste de légat.